# Genius & Friends
Genius & Friends – album wydany w hołdzie legendarnemu amerykańskiemu muzykowi, Rayowi Charlesowi, tuż po jego śmierci. Zawiera on wyłącznie piosenki wykonane w duetach z innymi artystami, którzy zostali osobiście wybrani przez Charlesa.

## Lista utworów
1. "All I Want To Do" (Walden, McKinney) z Angie Stone
2. "You Are My Sunshine" (Davis, Mitchell) z Chrisem Isaakiem
3. "It All Goes By So Fast" (Hirsh, Levy) z Mary J. Blige
4. "You Were There" z Gladys Knight
5. "Imagine" (Lennon) z Rubenem Studdardem & The Harlem Gospel Singers
6. "Compared To What" (McDaniels) z Leelą James
7. "Big Bad Love" (Tyrell, Tyrell, Sample) z Dianą Ross
8. "I Will Be There" (Walden, Dakota) z Idiną Menzel
9. "Blame It On The Sun" (Wonder, Wright) z George'em Michaelem
10. "Touch" (Walden, Brooks, McKinney) z Johnem Legend
11. "Shout" (Walden, Hilden) z Patti LaBelle & The Andrae Crouch Singers
12. "Surrender To Love" z Laurą Pausini
13. "Busted" (na żywo) (Howard) z Williem Nelsonem
14. "America the Beautiful" (Bates, Ward) z Alicią Keys